# Cosmin Hănceanu
Cosmin Hânceanu (17 maggio 1985) è uno schermidore rumeno, specializzato nella sciabola.

## Biografia
Ha conquistato una medaglia d'oro ai Campionati mondiali di scherma nella gara di sciabola a squadre nel Adalia 2009 ed una di bronzo nella sciabola individuale nel 2010. Ha anche conquistato una medaglia di bronzo ai Campionati europei di scherma nella sciabola a squadre nel 2009.

## Palmarès
In carriera ha conseguito i seguenti risultati:
- Mondiali

Adalia 2009: oro nella sciabola a squadre.
Parigi 2010: bronzo nella sciabola individuale ed a squadre.
- Europei

Plovdiv 2009: argento nella sciabola a squadre.